# Legado: una historia de fe
Legado:Una historia de fe es una producción de La Iglesia de Jesucristo de los Santos de los Últimos Días, su duración es de 53 minutos.
La película describe la vida de Eliza Williams desde su conversión en 1830 hasta 1892. En la misma se aprecia el valor, la fe y la perseverancia que los Santos de los Últimos Días tuvieron. 
Igualmente, se ilustra parte de la travesía que desde 1846 tuvieron los pioneros por gran parte del territorio estadounidense para instalarse finalmente en el valle de Lago Salado.
Se exhibió en el Edificio Conmemorativo José Smith hasta marzo de 2000 cuando se reemplazó por el film Los Testamentos de un rebaño y un Pastor.
- Datos: Q5685578